# Велислав
Велислав е село в Югоизточна България. То се намира в община Сунгурларе, област Бургас.
В близост е до село Есен и село Манолич. На един километър от селото се намира река Луда Камчия. Намира се на 19 км от общинския център Сунгурларе и на 92 км от областния център Бургас.
Старото му име е Феклач. Указ № 1060/обн. ДВ бр.43/02.06.1978 г. – преименува с. Фелкач на с. Велислав. Велислав е първото име на загиналият партизански командир Велислав Борисов Драмов-Сергей.
В османотурски регистри датирани от 1687г.-1688г. и 1731г. от вилает Карнобат, населеното място е записано като Векил-и-хардж. Под името Векил бар селището се среща в руски документи от 1830г. В друг имперски регистър от 1861г.-1865г. село е описано като Великидже. През 1878г. в руски военен се споменава с наименованието Феклач.
Документираната форма Феклач се е получила в резултат на характерното за говорната традиция съкращаване на името Векил-и хардж(с първоначално значение „иконом“-служител, отговарящ за „харча“ или разходването на средства).
По спомени на възрастни хора от селото, те са преселници от село Жельо войвода, Сливенско. Преди тях селото е било турско и се намирало по-встрани от сегашното в местност, наречена Орешака, понеже имало много и стари орехи.
След Освобождението, първоначално Феклач е било съставно на община Везенково, от 1934 г. е съставно на община Садово към Котелска околия. След това селото става част от Карнобатска околия. От 1979 г. е в Сунгурларска община.
Важни дати от историята на селото:
1936г. – основано е читалище „Нов живот“.
1950г. – създадено е ТКЗС“Васил Коларов

## География
В близост е до село Есен и село Манолич. В тази област се отглежда тютюн. На един километър от селото се намира река Луда Камчия. Намира се на 19 км от общинския център Сунгурларе и на 92 км от областния център Бургас.

## Население

### Етнически състав
Преброяване на населението през 2011 г.
Численост и дял на етническите групи според преброяването на населението през 2011 г.:
|                     | Численост |
| Общо                | 144       |
| Българи             | 110       |
| Турци               | 17        |
| Цигани              | -         |
| Други               | -         |
| Не се самоопределят | -         |
| Неотговорили        | 16        |